# Westerbach (Flöthe)
Der Westerbach ist ein rund fünf Kilometer langer Bach, der durch die ostwestfälische Stadt Lübbecke fließt und, noch auf dem Gebiet selbiger, in das kleine Flusssystem der Flöthe mündet. Er verläuft in etwa im Zuge der Grenze der Lübbecker Kernstadt auf der einen sowie der Stadtteile Obermehnen und Blasheim auf der anderen Seite, also im Zuge der alten Grenze der Stadt Lübbecke vor der Gebietsreform im Jahre 1973 zur ehemaligen Gemeinde Blasheim.
Der Westerbach entsteht im Wiehengebirge westlich des Wurzelbrinks in dem Gebirgsabschnitt, der auch Egge genannt wird, in etwa 220 Metern Höhe aus dem Zusammenfluss mehrerer kleinerer Quellbäche. Diese selbst haben meist keine markant sprudelnden Quellen, sondern sickern allmählich aus dem Grund. Lediglich eine eingefasste Quelle an einem Weg am Westrand des Wurzelbrinks zeigt das Erscheinungsbild einer klassischen Quelle. Der Westerbach durchfließt dieses schmale Kammgebirge, das an dieser Stelle aber mit rund zwei Kilometern vergleichsweise breit ist, kaum mäandernd, in einem tief eingeschnittenen Kerbtal nach Norden und erreicht nach rund 1,2 Kilometern das Lübbecker Lößland, hier das Gut Obernfelde. In alten Zeiten hat der Bach hier eine Wassermühle angetrieben, was in Ansätzen am Gut noch zu erkennen ist. Der Bach fließt sodann weiter gen Norden, wobei er ab dem Krankenhaus Lübbecke auf dem längsten Teil unterirdisch verlegt wurde. Nördlich der Bundesstraße B65 tritt er wieder für mehrere hundert Meter zu Tage, verläuft aber danach wieder unterirdisch. In der Nähe von Stockhausen verliert er sich im verzweigten Flusssystem der genannten Flöthe.
Im Norden seines Laufes ist er Namensgeber für die Westerbachstraße, einer Westtangente beinahe überörtlicher Relevanz, die den Westen der Kernstadt Lübbeckes mit Stockhausen verbindet.
An zwei Stellen speist der Bach größere Teiche: Unweit des Quellgebietes einen Teich im Wiehengebirge und bachabwärts den alten Mühlteich beim Gut Obernfelde.
Nach Länge, Einzugsgebiet, Gefälle, Fließrichtung, indem er bereits innerhalb des schmalen Wiehengebirges ein sprudelnder Bach ist, dann umfänglich unterirdisch verlegt wurde und schließlich weil auch er in die Flöthe mündet, ist der Westerbach sehr ähnlich der östlich gelegenen Ronceva und etwas weniger dem westlich fließenden Mehner Bach, der statt in die Flöthe in die Große Aue mündet und durchweg oberirdisch fließen darf.
Auf ihrem relativ kurzen Lauf durchfließt die Westerbach gleichwohl drei ganz verschiedene Großlandschaften: Das Wiehengebirge, dann das Lübbecker Lößland und schließlich noch die Rahden-Diepenauer Geest.

## Nutzung
Der Westerbach ist von lokaler Bedeutung für die Sportfischerei. Geangelt werden können Barsch, Plötze und Gründling.